# Sjoerd Overgoor
Sjoerd Overgoor (Enschede, 1988. szeptember 6. –) holland labdarúgó, aki a Go Ahead Eagles játékosa. A 2016–2017-es szezonban a Szombathelyi Haladásban szerepelt.

## Sikerei, díjai
- De Graafschap
  - Holland másodosztály: 2009-2010